# Statue-menhir de la Monjarié
La statue-menhir de la Monjarié, appelée aussi statue-menhir du Secun, est une statue-menhir appartenant au groupe rouergat découverte à Le Bez, dans le département du Tarn en France.

## Description
Elle e été trouvée en 1992 par Jacky Serody entre les hameaux de La Monjarié et du Secun, sur une ligne de crête. Elle est gravée sur un bloc de granite d'origine locale mesurant 2,60 m de hauteur, 1,14 m de largeur et 0,50 m d'épaisseur.
Les gravures désormais visibles correspondent à un re-gravage grossier qui a détruit les gravures originales.
C'est une statue masculine, qui était peut-être en cours de finition. Le visage est délimité par deux traits concentriques mais ne comporte ni yeux, ni nez, ni tatouages. Les bras ne sont pas représentés mais les jambes accolées sont complètes. Le personnage porte une ceinture avec une boucle rectangulaire, un baudrier et « l'objet ».
C'est la première statue-menhir découverte et identifiée dans le massif du Sidobre.